# Ostreidae
De Ostreidae of Oesters is een familie tweekleppigen met onregelmatige schelpkleppen. 

## Kenmerken
Ze zijn ovaal, peervormig of langwerpig. Vaak heeft de bollere linkerklep, waarmee de dieren vastzitten, wat sterker geplooide ribben, terwijl de plattere rechterklep meer lamelvormige, schilferige structuren heeft. Soms is de structuur op beide kleppen min of meer gelijk. Ze hebben een meestal komma- of halvemaanvormig spierindruksel in het midden van de klep. De voet is gereduceerd. 

## Verspreiding en leefgebied
Ze komen zowel in gematigde als in warmere zeegebieden voor, in het litoraal en in het sublitoraal. Soms worden ze ook in wat dieper water aangetroffen.

## Taxonomie
- Anomiostrea Habe & Kosuge, 1966
- Nicaisolopha Vyalov, 1936

- Crassostreinae Scarlato & Starobogatov, 1979
  - Crassostrea Sacco, 1897
  - Cubitostrea Sacco, 1897
  - Flemingostrea Vredenburg, 1916
  - Talonostrea Li & Qi, 1994
- Ostreinae Rafinesque, 1815
  - Alectryonella Sacco, 1897
  - Booneostrea Harry, 1985
  - Dendostrea Swainson, 1835
  - Lopha Röding, 1798
  - Myrakeena Harry, 1985
  - Nanostrea Harry, 1985
  - Ostrea Linnaeus, 1758
  - Pustulostrea Harry, 1985
  - Teskeyostrea Harry, 1985
  - Undulostrea Harry, 1985
- Striostreinae Harry, 1985
  - Striostrea Vialov, 1936
  - Saccostrea Dollfus & Dautzenberg, 1920